# 礼文分屯地
座標: 北緯45度26分11秒 東経141度03分06秒 / 北緯45.43634579006136度 東経141.05175018310547度
礼文分屯地（れぶんぶんとんち、JGSDF Vice-Camp Rebun）とは、北海道礼文郡礼文町大字船泊村字沼ノ沢にあるオションナイ山の山頂に所在し、第301沿岸監視隊派遣隊等が駐屯している陸上自衛隊名寄駐屯地の分屯地である。

## 概要
礼文分屯地は日本最北端の自衛隊として第301沿岸監視隊派遣隊、第301基地通信中隊礼文派遣隊、名寄駐屯地業務隊礼文管理班が駐屯する分屯地。分屯地司令は、第301沿岸監視隊派遣隊長が兼務。駐屯地業務は名寄駐屯地業務隊礼文管理班が行っている。
分屯地敷地内には「最北の自衛隊」の碑が立ち、自衛隊では珍しく営門に警衛所がないが、監視装置により出入者は監視され、部外者の入出門時は沿岸監視隊の要員により確認を受ける。

## 沿革
- 1959年（昭和34年）：礼文町の離島振興・過疎対策の一環として自衛隊誘致活動を実施[1]。

陸上自衛隊名寄駐屯地礼文分屯地
- 1968年（昭和43年）12月10日：

1. 礼文分屯地が開庁。
2. 第301沿岸監視隊派遣隊が稚内分屯地から礼文分屯地に移駐。

- 1969年（昭和44年）：第439会計隊礼文派遣員を配置。
- 1979年（昭和54年）：北部方面通信群第301基地通信中隊礼文派遣隊が移駐。
- 1982年（昭和57年）：名寄駐屯地業務隊礼文管理班を新設。
- 2009年（平成21年）：第439会計隊礼文派遣員が原隊復帰。

## 駐屯部隊
- 北部方面情報隊
  - 第301沿岸監視隊
    - 派遣隊
- 北部方面システム通信群
  - 第101基地システム通信大隊
    - 第301基地通信中隊
      - 礼文派遣隊
- 名寄駐屯地業務隊
  - 礼文管理班

## 最寄の幹線交通
- 高速道路：
- 一般道：北海道道40号礼文島線、北海道道507号船泊港利礼公園線
- 鉄道：
- 港湾：香深港（地方港湾）
- 飛行場：礼文空港（第三種空港）